# Persée (Blanc)
Pour les articles homonymes, voir Persée (homonymie).
Persée est une peinture à l'huile sur toile créée par le peintre français Joseph Blanc en 1869, représentant le héros grec Persée tenant la tête de la Méduse en chevauchant triomphalement Pégase.
La peinture est conservée au musée d'Orsay.

## Réalisation et attribution
Cette peinture est créée en 1869. Elle résulte du séjour de Joseph Blanc à l'Académie de France à Rome, durant lequel il devait comme tous les autres pensionnaires créer un tableau comportant un personnage humain grandeur nature. 
Joseph Blanc choisit de représenter le héros Persée brandissant la tête de Méduse.
Les dessins préparatoires conservés au musée d'Orsay montrent qu'il s'est initialement inspiré de la sculpture Persée tenant la tête de Méduse de Benvenuto Cellini, avant de décider d'ajouter Pégase au tableau.
Il semble avoir voulu rivaliser avec Henri Regnault, qui avait créé durant la première année de son séjour le tableau Automédon ramenant les chevaux d'Achille des bords du Scamandre.

## Description
Le tableau est typique du maniérisme florentin et de l'art baroque. 
L'apparence de Persée, avec des chevaux bouclés, ses yeux baissés et son casque doté d'une aile noire et blanche, reprend la statue de Cellini. La pose de Persée met en valeur sa musculature et révèle une grande maîtrise de l'anatomie humaine.
Le tableau compte de nombreux détails précieux tels que les perles dans les cheveux de Méduse, les rubis sertis dans le pommeau du glaive de Persée, et l’étoffe de soie servant de selle à Pégase.
L'apparence de Pégase est « moins convaincante » et rappelle la sculpture antique classique ; la position des ailes est étonnante et le rapport entre la croupe et l'encolure disproportionné. 
Le tableau est comparé à une médaille antique et révèle l'aptitude de Blanc aux décorations monumentales.
Le tableau mesure 302 × 174 cm ; il s'agit d'une peinture à l'huile sur toile.

## Parcours du tableau
Le tableau est d'abord envoyé comme le veut le règlement de l'Académie vers la France, où l’État en fait l'acquisition durant le Salon de peinture et de sculpture de 1870 et l'expose ensuite au musée du Luxembourg. Il est transféré vers le musée du Louvre en 1882. Il arrive finalement au musée d'Orsay en 1986.
Le tableau est présenté dans l'exposition « Cheval en majesté » du château de Versailles en 2024.